# Parafia Przemienienia Pańskiego w Sokolanach
Parafia pw. Przemienienia Pańskiego w Sokolanach – rzymskokatolicka parafia należąca do dekanatu Sokółka, archidiecezji białostockiej, metropolii białostockiej.

## Historia parafii
12 kwietnia 1618 r. fundator Hieronim Wołłowicz razem z biskupem wileńskim Eustachym Wołłowiczem wydali dokument fundacyjny i jednocześnie erekcyjny dla parafii sokolańskiej i wybudowanej tam rok wcześniej drewnianej świątyni. W czasie wojny kościół zniszczono. W 1945 r. zbudowano kolejny kościół drewniany. Nowy murowany został wybudowany w 1996 r.

## Miejsca święte
Kościół parafialny
Kościół pw. Przemienienia Pańskiego w Sokolanach
Pierwszy drewniany kościół został zbudowany w 1617 r. przez Hieronima Wołłowicza. Świątynia została strawiona przez pożar w 1827 r. i wówczas zbudowano nową, murowaną, którą poświęcił 5 listopada 1833 r. archidiakon białostocki ks. Franciszek Piotrowski. W latach 1908–1911, dzięki staraniom księży Tadeusza Makarewicza i Antoniego Walentynowicza, kościół rozbudowano dodając prezbiterium, dwie zakrystie i wieżę. 23 czerwca 1941 r. kościół został uszkodzony przez pocisk artyleryjski, a 24 lipca 1944 r. cofający się Niemcy wysadzili wieżę i zburzyli część nawową. W 1945 r., po ustaniu działań wojennych, został wybudowany kościół drewniany. W 1996 r. parafianie z ks. Władysławem Kulikowskim na czele przystąpili do budowy nowego kościoła murowanego. Projekt świątyni sporządził inż. arch. Jerzy Zgliczyński. Budowlę usytuowano w miejscu dawnego kościoła murowanego, a 1 lipca 2001 r. poświęcił ją bp Edward Ozorowski.
Cmentarz grzebalny
Położony 250 m od kościoła, założony w 1916 r., pow. 1,84 ha.

## Obszar parafii
W granicach parafii znajdują się miejscowości: 

- Sokolany,
- Gilbowszczyzna,
- Gliniszcze Małe,
- Gliniszcze Wielkie,
- Jacowlany,
- Kozłowy Ług,
- Nowowola,
- Plebanowce,
- Poganica,
- Racewo,
- Sierbowce,
- Starowlany,
- Szyndziel,
- Woroniany,
- Zwierżany
- Żuki